# Steve Downie
Pour les articles homonymes, voir Downie.
Steve Downie (né le 3 avril 1987 à Newmarket dans la province d'Ontario au Canada) est un joueur professionnel canadien de hockey sur glace.

## Carrière de joueur
Steve Downie est repêché au premier tour, 29e au total en 2005 par les Flyers de Philadelphie. Il participe avec l'équipe LHO au Défi ADT Canada-Russie en 2006. Downie a représenté deux fois l'Équipe Canada junior des moins de 20 ans au Championnat mondial. À chaque fois, le Canada a remporté la médaille d'or. Il est un joueur intense, reconnu pour sa détermination. Il arrive toutefois qu'il pète les plombs et il est sujet à prendre des pénalités d'indisciplines. C'est ainsi qu'il se retrouva impliqué dans une bagarre avec son propre coéquipier Akim Aliu tôt dans la saison 2005-06 lors d'une séance d'entraînement de son équipe d'alors, les Petes de Peterborough. Ce comportement lui valut une suspension de 5 matches.
Le 8 janvier 2007, Les Petes de Peterborough l'échangent aux Rangers de Kitchener en retour de Yves Bastein et trois choix de 2e tour.
Le 25 septembre 2007, lors d'un match de pré-saison contre les Sénateurs d'Ottawa, il inflige une sévère mise en échec à Dean McAmmond qui le fait sortir sur une civière, victime d'une commotion cérébrale. Après cet incident, la LNH décide de le suspendre pour 20 matchs.
Le 7 novembre 2008, il est envoyé au Lightning de Tampa Bay avec Steve Eminger en retour de Matt Carle et un choix de troisième tour en 2009.
Le 21 février 2012, il est échangé à l'Avalanche du Colorado, en retour de Kyle Quincey.
Le 23 janvier 2012 lors d'un match contre les Kings de Los Angeles, il subit une déchirure au ligament croisé antérieur et manque le reste de la saison 2012-2013.
Le 1er juillet 2015, il signe avec les Coyotes de l'Arizona pour un salaire 1,75 million de dollars pour une saison.

## Trophées et honneurs personnels
- Ligue américaine de hockey
  - 2009 : sélectionné pour le Match des étoiles avec l'équipe Canada.

## Statistiques

### En club
| Saison     | Équipe                   | Ligue      |     | Saison régulière | Saison régulière | Saison régulière | Saison régulière | Saison régulière |   | Séries éliminatoires | Séries éliminatoires | Séries éliminatoires | Séries éliminatoires | Séries éliminatoires |
| Saison     | Équipe                   | Ligue      | PJ  | B                | A                | Pts              | Pun              | PJ               | B | A                    | Pts                  | Pun                  |                      |                      |
| 2002-2003  | Tigers d'Aurora          | LHJPO      | 34  | 12               | 13               | 25               | 55               | -                | - | -                    | -                    | -                    |                      |                      |
| 2003-2004  | Spitfires de Windsor     | LHO        | 49  | 7                | 9                | 16               | 90               | 4                | 0 | 1                    | 1                    | 27                   |                      |                      |
| 2004-2005  | Spitfires de Windsor     | LHO        | 61  | 21               | 52               | 73               | 179              | 11               | 4 | 5                    | 9                    | 49                   |                      |                      |
| 2005-2006  | Spitfires de Windsor     | LHO        | 1   | 3                | 0                | 3                | 4                | -                | - | -                    | -                    | -                    |                      |                      |
| 2005-2006  | Petes de Peterborough    | LHO        | 34  | 16               | 34               | 50               | 109              | 19               | 6 | 15                   | 21                   | 38                   |                      |                      |
| 2006-2007  | Petes de Peterborough    | LHO        | 28  | 23               | 36               | 59               | 92               | -                | - | -                    | -                    | -                    |                      |                      |
| 2006-2007  | Rangers de Kitchener     | LHO        | 17  | 12               | 21               | 33               | 32               | 9                | 8 | 14                   | 22                   | 15                   |                      |                      |
| 2006-2007  | Phantoms de Philadelphie | LAH        | 1   | 0                | 0                | 0                | 0                | -                | - | -                    | -                    | -                    |                      |                      |
| 2007-2008  | Phantoms de Philadelphie | LAH        | 21  | 5                | 12               | 17               | 114              | -                | - | -                    | -                    | -                    |                      |                      |
| 2007-2008  | Flyers de Philadelphie   | LNH        | 32  | 6                | 6                | 12               | 73               | 6                | 0 | 1                    | 1                    | 10                   |                      |                      |
| 2008-2009  | Flyers de Philadelphie   | LNH        | 6   | 0                | 0                | 0                | 11               | -                | - | -                    | -                    | -                    |                      |                      |
| 2008-2009  | Phantoms de Philadelphie | LAH        | 4   | 1                | 7                | 8                | 23               | -                | - | -                    | -                    | -                    |                      |                      |
| 2008-2009  | Admirals de Norfolk      | LAH        | 23  | 8                | 17               | 25               | 107              | -                | - | -                    | -                    | -                    |                      |                      |
| 2008-2009  | Lightning de Tampa Bay   | LNH        | 23  | 3                | 3                | 6                | 54               | -                | - | -                    | -                    | -                    |                      |                      |
| 2009-2010  | Lightning de Tampa Bay   | LNH        | 79  | 22               | 24               | 46               | 208              | -                | - | -                    | -                    | -                    |                      |                      |
| 2010-2011  | Lightning de Tampa Bay   | LNH        | 57  | 10               | 22               | 32               | 171              | 17               | 2 | 12                   | 14                   | 40                   |                      |                      |
| 2011-2012  | Lightning de Tampa Bay   | LNH        | 55  | 12               | 16               | 28               | 121              | -                | - | -                    | -                    | -                    |                      |                      |
| 2011-2012  | Avalanche du Colorado    | LNH        | 20  | 2                | 11               | 13               | 16               | -                | - | -                    | -                    | -                    |                      |                      |
| 2012-2013  | Avalanche du Colorado    | LNH        | 2   | 0                | 1                | 1                | 6                | -                | - | -                    | -                    | -                    |                      |                      |
| 2013-2014  | Avalanche du Colorado    | LNH        | 11  | 1                | 6                | 7                | 36               | -                | - | -                    | -                    | -                    |                      |                      |
| 2013-2014  | Flyers de Philadelphie   | LNH        | 51  | 3                | 14               | 17               | 70               | -                | - | -                    | -                    | -                    |                      |                      |
| 2014-2015  | Penguins de Pittsburgh   | LNH        | 72  | 14               | 14               | 28               | 238              | 5                | 0 | 2                    | 2                    | 4                    |                      |                      |
| 2015-2016  | Coyotes de l'Arizona     | LNH        | 26  | 3                | 3                | 6                | 53               | -                | - | -                    | -                    | -                    |                      |                      |
| 2015-2016  | Falcons de Springfield   | LAH        | 8   | 1                | 1                | 2                | 24               | -                | - | -                    | -                    | -                    |                      |                      |
| Totaux LNH | Totaux LNH               | Totaux LNH | 434 | 76               | 120              | 196              | 1 057            | 28               | 2 | 15                   | 17                   | 54                   |                      |                      |

### En équipe nationale
| Année | Compétition                 |   | PJ | B | A | Pts | Pun           |  | Résultat |
| 2006  | Championnat du monde junior | 6 | 2  | 4 | 6 | 16  | Médaille d'or |  |          |
| 2007  | Championnat du monde junior | 6 | 3  | 3 | 6 | 16  | Médaille d'or |  |          |
| 2010  | Championnat du monde        | 7 | 2  | 0 | 2 | 28  | 7e place      |  |          |